# Pachyleuctra
Pachyleuctra är ett släkte av bäcksländor. Pachyleuctra ingår i familjen smalbäcksländor.
Kladogram enligt Catalogue of Life:
| Pachyleuctra | \| \| Pachyleuctra benllochi \| \| \| \| \| \| Pachyleuctra bertrandi \| \| \| \| \| \| Pachyleuctra ribauti \| \| \| \| |
|              | \| \| Pachyleuctra benllochi \| \| \| \| \| \| Pachyleuctra bertrandi \| \| \| \| \| \| Pachyleuctra ribauti \| \| \| \| |
|              | Calileuctra |
|              | |
|              | Despaxia |
|              | |
|              | Euleuctra |
|              | |
|              | Leuctra |
|              | |
|              | Megaleuctra |
|              | |
|              | Moselia |
|              | |
|              | Paraleuctra |
|              | |
|              | Perlomyia |
|              | |
|              | Pomoleuctra |
|              | |
|              | Rhopalopsole |
|              | |
|              | Tyrrhenoleuctra |
|              | |
|              | Zealeuctra |
|              | |
|              | Pachyleuctra benllochi                                                                                                   |
|              | |
|              | Pachyleuctra bertrandi                                                                                                   |
|              | |
|              | Pachyleuctra ribauti |
|              | |

|  | Pachyleuctra benllochi |
|  |                        |
|  | Pachyleuctra bertrandi |
|  |                        |
|  | Pachyleuctra ribauti   |
|  |                        |